# Poziom Fermiego
Poziom Fermiego – w fizyce statystycznej, w statystyce Fermiego-Diraca, w układzie nieoddziałujących fermionów najmniejsza energia, o jaką zwiększy się energia układu fermionów po dodaniu jeszcze jednego elementu. Energia ta odpowiada maksymalnemu poziomowi energetycznemu zajętemu przez fermion (elektron) w układzie znajdującym się w temperaturze zera bezwzględnego, w której wszystkie poziomy aż do energii Fermiego są zajęte, a powyżej wolne.
Istnienie tego poziomu jest konsekwencją zakazu Pauliego, który z kolei jest konsekwencją tego, iż elektrony są fermionami (podlegają statystyce Fermiego-Diraca).
W swobodnym gazie elektronowym stany kwantowe elektronu mogą być opisane przez jego pęd {\displaystyle {\vec {p}}=\hbar {\vec {k}}} (lub wektor falowy k) i spin. Dla nierelatywistycznych elektronów ich energia jest równa
{\displaystyle E_{k}={\frac {p^{2}}{2m_{*}}}={\frac {\hbar ^{2}k^{2}}{2m_{*}}},}
gdzie {\displaystyle m_{*}} jest masą efektywną elektronu w krysztale lub masą spoczynkową w próżni.
Bardzo podobna sytuacja ma miejsce w środowisku o strukturze periodycznej, takim jak kryształ (elektrony niosą tam kwazipęd – analog pędu w układach periodycznych z funkcjami Blocha jako funkcjami własnymi). Energia Fermiego wyznacza w przestrzeni pędów pewną powierzchnię nazywaną powierzchnią Fermiego. Dla swobodnego gazu elektronowego jest to sfera. W temperaturze zera bezwzględnego powierzchnia ta rozdziela poziomy zajęte od niezajętych.
Zgodnie z zakazem Pauliego zajmowane są kolejne poziomy energetyczne do ostatniego, nazywanego poziomem Fermiego. Jego energię nazywa się energią Fermiego {\displaystyle (\varepsilon _{F}).} W temperaturze zera bezwzględnego energia Fermiego jest równa potencjałowi chemicznemu.
Pojęcie poziomu Fermiego dotyczy nie tylko elektronów w atomie wieloelektronowym, ale wszystkich fermionów. Swobodny gaz fermionowy (np. gaz elektronowy w metalu czy białym karle) charakteryzuje się jeszcze pędem Fermiego. Pęd Fermiego {\displaystyle p_{F}} jest pędem fermionu, którego energia jest równa energii Fermiego:
{\displaystyle \varepsilon _{F}=E_{k_{F}}={\frac {p_{F}^{2}}{2m_{*}}}={\frac {\hbar ^{2}k_{F}^{2}}{2m_{*}}}.}
Energia Fermiego swobodnych elektronów jest związana z potencjałem chemicznym {\displaystyle \mu } równaniem
{\displaystyle \mu =\varepsilon _{F}\left[1-{\frac {\pi ^{2}}{12}}\left({\frac {kT}{\varepsilon _{F}}}\right)^{2}+{\frac {\pi ^{4}}{80}}\left({\frac {kT}{\varepsilon _{F}}}\right)^{4}+\ldots \right],}
gdzie:
{\displaystyle \varepsilon _{F}} – energia Fermiego,
{\displaystyle k} – stała Boltzmanna,
{\displaystyle T} – temperatura.
Dla temperatur mniejszych niż 10−5 K potencjał chemiczny jest w przybliżeniu równy energii Fermiego.